# Cá mú nghệ
Cá mú nghệ, hay cá song vua, danh pháp là Epinephelus lanceolatus, là một loài cá biển thuộc chi Epinephelus trong họ Cá mú. Loài này được mô tả lần đầu tiên vào năm 1790. Đây là một trong số những loài cá mú có kích thước lớn nhất, có giá trị quan trọng về mặt thương mại.

## Từ nguyên
Tính từ định danh lanceolatus trong tiếng Latinh có nghĩa là "hình mũi giáo", do loài cá này được mô tả là có vây thuôn nhọn (thực tế thì vây đuôi của chúng bo tròn, tên gọi có thể hàm ý chỉ đến một con cá con).

## Phân bố và môi trường sống
Cá mú nghệ có phân bố rộng khắp Ấn Độ Dương - Thái Bình Dương, xuất hiện ở cả Biển Đỏ nhưng lại không được tìm thấy ở vịnh Ba Tư và vịnh Oman (nhưng được ghi nhận từ bờ biển Pakistan gần cửa vịnh Oman), từ Đông Phi trải dài về phía đông đến quần đảo Hawaii và Pitcairn, ngược lên phía bắc đến miền nam Nhật Bản và đảo Jeju (Hàn Quốc), xa về phía nam đến Nam Phi, Úc và đông bắc New Zealand.
Cá mú nghệ có xu hướng sống đơn độc, cư trú trên các ám tiêu và đầm phá, có thể được tìm thấy trong hang hốc và xác tàu đắm. Loài này có thể sống ở độ sâu tới 200 m, nhưng thường được tìm thấy ở vùng nước nông, kể cả vùng cửa sông.

## Mô tả

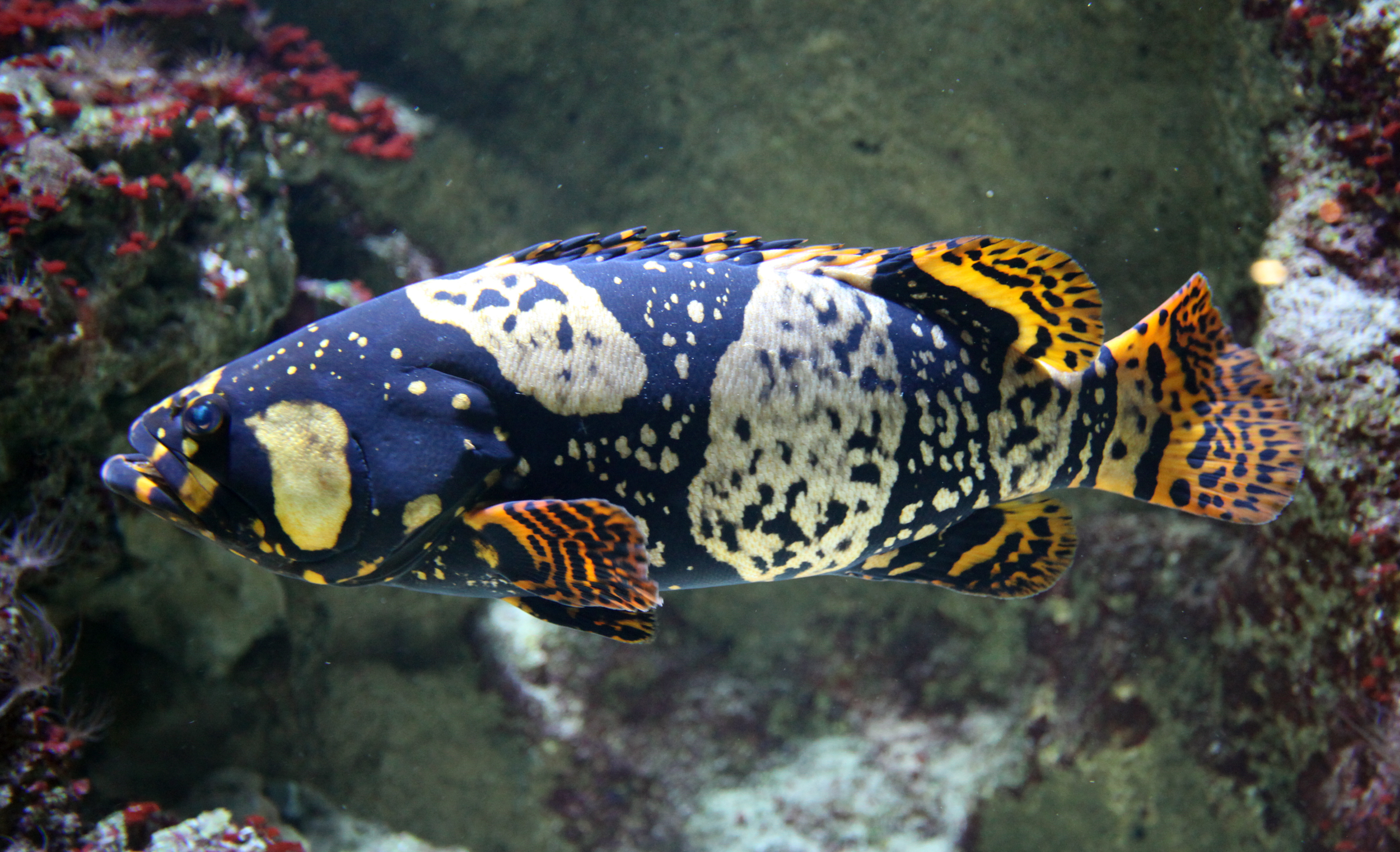
Cá con đang lớn

Chiều dài lớn nhất được biết đến ở cá mú nghệ là 270 cm, với khối lượng lớn nhất có thể đạt được là khoảng 400 kg.
Cá con (khoảng 8–14 cm) có màu vàng, với các vạch đen có chiều rộng không đều. Cá con đang lớn (20–50 cm) với các chấm trắng hoặc vàng trên các vạch đen, và các vây bắt đầu xuất hiện các chấm đen. Cá trưởng thành (80–150 cm) có màu nâu sẫm lốm đốm, và các vây có nhiều đốm đen hơn. Cá trưởng thành cỡ lớn (160–230 cm) màu nâu với các vây sẫm màu hơn.
Số gai vây lưng: 11; Số tia vây lưng: 14–16; Số gai vây hậu môn: 3; Số tia vây hậu môn: 8; Số tia vây ngực: 18–20; Số vảy đường bên: 54–62.

## Sinh thái
Thức ăn của cá mú nghệ là các loài tôm hùm không càng, rùa biển con, nhiều loại cá, cá mập nhỏ và cá đuối.

## Giống lai
Cá mú trân châu là loài cá lai của giữa cá mú nghệ đực và cá mú hoa nâu cái, được sản xuất giống thành công bởi nhiều nước như Trung Quốc, Indonesia, Malaysia, Philippines và Việt Nam. Cá lai có giá trị kinh tế cao, quy mô nuôi trồng thủy sản tăng hàng năm do chúng nổi trội hơn các loài cá mú khác về tốc độ sinh trưởng, chất lượng thịt, cũng như khả năng thích nghi với môi trường sống.
Ở Hồng Kông, giá cả phải chăng và kích thước to lớn nên cá mú trân châu là lựa chọn phổ biến cho các hoạt động phóng sinh. Chính vì điều đó mà loài cá lai này đã phát triển mạnh mẽ trong tự nhiên ở Hồng Kông và sống trong môi trường tương tự như những loài Epinephelus bản địa. Không những vậy, cá mú trân châu còn ăn nhiều loại con mồi mà cá mú bản địa khác thường không ăn, như họ Cá mào gà và họ Mực ống. Việc cá mú trân châu tận dụng ổ sinh thái còn trống, cùng với bằng chứng về khả năng tạo ra thế hệ con lai F2 khỏe mạnh, cho thấy cá mú trân châu có khả năng thiết lập quần thể tại đây, đe dọa đến hệ sinh thái biển.
Bên cạnh giống cá mú trân châu, ở Trung Quốc, cá mú nghệ đực cũng được cho lai tạo với E. moara (đồng nghĩa thứ cấp của Epinephelus bruneus). Hơn 212 triệu con cá giống đã được đưa ra thị trường kể từ năm 2015.

## Thương mại
Cá mú nghệ là loài có giá trị cao trong nghề cá thương mại. Túi mật, dạ dày và da của chúng được sử dụng trong Đông y.